# Gare de L'Île-d'Olonne
La gare de L'Île-d'Olonne était une halte ferroviaire française de la ligne de Bourgneuf aux Sables-d'Olonne (voie étroite), située en bordure du village centre de la commune de L'Île-d'Olonne dans le département de la Vendée en région Pays de la Loire.
Mise en service en 1925, elle ferme en 1949.  Le bâtiment, toujours existant, abrite le Musée de la Petite-Gare.

## Situation ferroviaire
La gare de L'Île-d'Olonne était située sur la ligne de Bourgneuf aux Sables-d'Olonne construite à l'écartement métrique. Elle se situe entre les gares de Brétignolles-sur-Mer et des Sables-d’Olonne qui permettait l'échange avec la ligne des Sables-d'Olonne à Tours, construite à voie normale.

## Histoire
La halte de L'Île-d'Olonne est mise en service le 1er avril 1925 par la compagnie des Tramways de la Vendée  lors de l'ouverture de l'exploitation de la section de Saint-Gilles-Croix-de-Vie aux Sables-d'Olonne.
Elle cesse son activité lors de la fermeture à tout trafic de la ligne, le 1er octobre 1949.

## Projet
Un projet de remise en service sur une ligne Saint-Nazaire - Les Sables-d'Olonne (à la charge des départements de Loire-Inférieure et de Vendée) desservant L'Île-d'Olonne est à l'étude.[réf. nécessaire]